# La Belgique industrielle

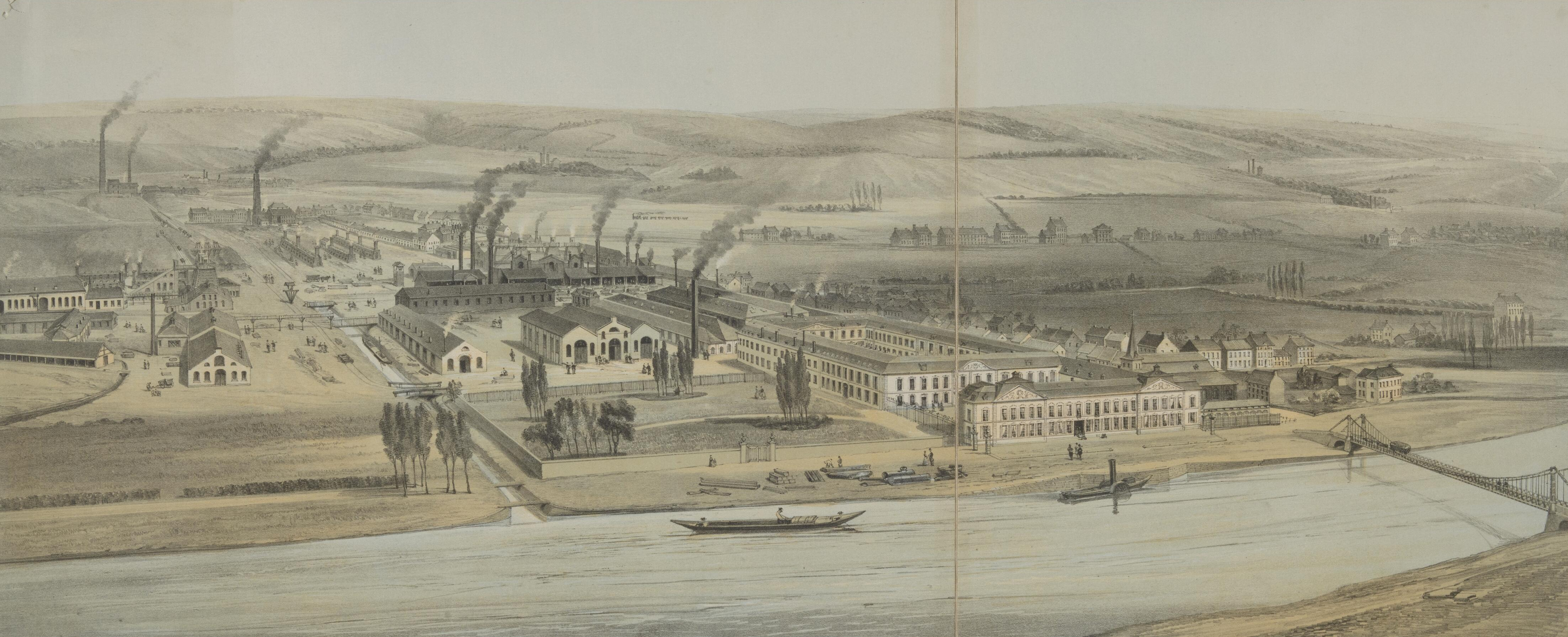
John Cockerill in Seraing (Adrien Canelle, 1852)

La Belgique industrielle. Vues des établissements industriels de la Belgique is een vierdelig boek uit 1854-1856 met tweehonderd litho's van Belgische fabrieken aan het begin van de Industriële Revolutie. De prenten werden gemaakt door Adrien Canelle, Edwin Toovey, Guillaume Van der Hecht, Antoine Claessens, Antoine Voncken en Gustave Gerlier, gedrukt in Brussel door Simonau & Toovey en uitgegeven door Jules Géruzet. De artistieke platen hadden naast een documentaire ook een publicitaire en een propagandawaarde. De fabrieken werden getoond als serene plekken die harmonieus in het landschap waren geïntegreerd. In deze geordende wereld wezen alleen de rokende schoorstenen op activiteit.

## Uitgave
- Bart Van der Herten, Michel Oris en Jan Roegiers (red.), Nijver België. Het industriële landschap omstreeks 1850, 1995. ISBN 9034108708